# ブテノライド

最も単純なブテノライド：2-フラノン

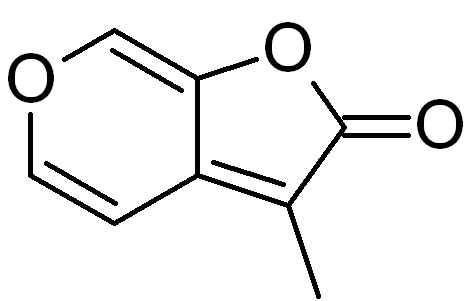
3-メチル-2H-フロ[2,3-c]ピラン-2-オン

ブテノライド (英: butenolides) またはブテノリドは、ラクトンの一つで、4炭素の複素環式化合物である。しばしば、フランの酸化誘導体と見なされる。最も単純なブテノライドは2-フラノンで、天然に多く存在し、単にブテノライドとも呼ばれる。生化学において最も重要なブテノライドはアスコルビン酸（ビタミンC）である。ブテノライド誘導体として知られるカリキン類は、山火事に起因する高温に曝されたときいくつかの植物によって合成される。具体的には、火に依存する植物では、3-メチル-2H-フロ[2,3-c]ピラン-2-オンが種子の発芽の引き金になることがわかっている。